# توپ طلای ۱۹۷۵
توپ طلای ۱۹۷۵ (فرانسوی: 1975 Ballon d'Or‎) ۲۰مین رویداد سالیانهٔ توپ طلا بود که از سوی مجلهٔ فرانس فوتبال به بهترین بازیکن فوتبال در سال ۱۹۷۵ اعطا گردید که در این سال، اولگ بلوخین برندهٔ توپ طلا شد.

## رتبه‌بندی
| ردیف | نام                | باشگاه                            | ملیت                             | امتیاز |
| ---- | ------------------ | --------------------------------- | -------------------------------- | ------ |
| ۱    | اولگ بلوخین        | باشگاه فوتبال دینامو کی‌یف         | اتحاد جماهیر شوروی               | ۱۲۲    |
| ۲    | فرانتس بکن‌باوئر    | باشگاه فوتبال بایرن مونیخ         | آلمان غربی                       | ۴۲     |
| ۳    | یوهان کرایف        | باشگاه فوتبال بارسلونا            | هلند                             | ۲۷     |
| ۴    | برتی فوگتس         | باشگاه فوتبال بروسیا مونشن‌گلادباخ | آلمان غربی                       | ۲۵     |
| ۵    | سپ مایر            | باشگاه فوتبال بایرن مونیخ         | آلمان غربی                       | ۲۰     |
| ۶    | رود ژیلس           | باشگاه فوتبال آژاکس آمستردام      | هلند                             | ۱۸     |
| ۷    | یوپ هاینکس         | باشگاه فوتبال بروسیا مونشن‌گلادباخ | آلمان غربی                       | ۱۷     |
| ۸    | پائول برایتنر      | باشگاه فوتبال رئال مادرید         | آلمان غربی                       | ۱۴     |
| ۹    | کالین تاد          | باشگاه فوتبال دربی کانتی          | انگلستان                         | ۱۲     |
| ۱۰   | دودو جورجسکو       | باشگاه فوتبال دینامو بخارست       | رومانی                           | ۱۱     |
| ۱۱   | پیتر لوریمر        | باشگاه فوتبال لیدز یونایتد        | اسکاتلند                         | ۹      |
| ۱۱   | Branko Oblak       | باشگاه فوتبال شالکه ۰۴            | جمهوری فدرال سوسیالیستی یوگسلاوی | ۹      |
| ۱۱   | خوزه مارتینز       | باشگاه فوتبال رئال مادرید         | اسپانیا                          | ۹      |
| ۱۴   | رالف اردستورم      | باشگاه فوتبال پی‌اس‌وی آیندهوون     | سوئد                             | ۶      |
| ۱۴   | گونتر نتسر         | باشگاه فوتبال رئال مادرید         | آلمان غربی                       | ۶      |
| ۱۴   | دینو زوف           | باشگاه فوتبال یوونتوس             | ایتالیا                          | ۶      |
| 17   | Hristo Bonev       | Lokomotiv Plovdiv                 | بلغارستان                        | ۴      |
| 17   | Josip Katalinski   | باشگاه فوتبال نیس                 | جمهوری فدرال سوسیالیستی یوگسلاوی | ۴      |
| 17   | گژگوش لاتو         | Stal Mielec                       | لهستان                           | ۴      |
| 17   | گرد مولر           | باشگاه فوتبال بایرن مونیخ         | آلمان غربی                       | ۴      |
| 17   | ایوو ویکتور        | دوکلا پراگ                        | چکسلواکی                         | ۴      |
| 22   | Ján Pivarník       | باشگاه فوتبال اسلوان براتیسلاوا   | چکسلواکی                         | ۳      |
| ۲۳   | لئونید بوریاک      | باشگاه فوتبال دینامو کی‌یف         | اتحاد جماهیر شوروی               | ۲      |
| ۲۳   | یورگن کروی         | باشگاه فوتبال تسویکاو             | آلمان شرقی                       | ۲      |
| ۲۳   | یوهان نیکنز        | باشگاه فوتبال بارسلونا            | هلند                             | ۲      |
| ۲۳   | ژان-مارک گیو       | باشگاه فوتبال نیس                 | فرانسه                           | ۲      |
| 27   | João Resende Alves | باشگاه فوتبال بوآویستا            | پرتغال                           | ۱      |
| 27   | دراگان دزاجیچ      | باشگاه فوتبال باستیا              | جمهوری فدرال سوسیالیستی یوگسلاوی | ۱      |
| 27   | جاچینتو فاکتی      | باشگاه فوتبال اینتر میلان         | ایتالیا                          | ۱      |
| 27   | دان گیونز          | باشگاه فوتبال کویینز پارک رنجرز   | جمهوری ایرلند                    | ۱      |
| 27   | پت جنینگز          | باشگاه فوتبال تاتنهام هاتسپر      | ایرلند شمالی                     | ۱      |
| 27   | آلان سیمونسن       | باشگاه فوتبال بروسیا مونشن‌گلادباخ | دانمارک                          | ۱      |